# Thanatodictya hebe
Thanatodictya hebe är en insektsart som beskrevs av George Willis Kirkaldy 1906. Thanatodictya hebe ingår i släktet Thanatodictya och familjen Dictyopharidae. Inga underarter finns listade i Catalogue of Life.